# Conoesucus adiastolus
Conoesucus adiastolus är en nattsländeart som beskrevs av Jackson 1998. Conoesucus adiastolus ingår i släktet Conoesucus och familjen Conoesucidae. Inga underarter finns listade i Catalogue of Life.